# Llista de topònims de Sentmenat
Llista de topònims (noms propis de lloc) del municipi de Sentmenat, al Vallès Occidental
Informació actualitzada per un bot. Els canvis manuals es perdran quan s'actualitzi!

## arbre singular
| imatge | Nom                    | Ubicat a  | instància de   | Detalls                                    | coordenades                                          | Protecció | Commons (més fotos) | Dades a WD                    |
| ------ | ---------------------- | --------- | -------------- | ------------------------------------------ | ---------------------------------------------------- | --------- | ------------------- | ----------------------------- |
|        | alzina de Can Ramoneda | Sentmenat | arbre singular | Taxon: alzina (Quercus ilex)               | 41° 37′ 04″ N, 2° 07′ 38″ E / 41.617797°N,2.127182°E |           |                     | Modifica les dades a Wikidata |
|        | roure de Can Clapers   | Sentmenat | arbre singular | Taxon: roure martinenc (Quercus pubescens) | 41° 35′ 34″ N, 2° 09′ 10″ E / 41.592768°N,2.152692°E |           |                     | Modifica les dades a Wikidata |

## carrer
| imatge | Nom                   | Ubicat a  | instància de                      | Detalls                 | coordenades                                          | Protecció | Commons (més fotos)              | Dades a WD                    |
| ------ | --------------------- | --------- | --------------------------------- | ----------------------- | ---------------------------------------------------- | --------- | -------------------------------- | ----------------------------- |
|        | Carrer de l'Esperanto | Sentmenat | carrer objecte Zamenhof-Esperanto | Anomenat per: esperanto | 41° 36′ 22″ N, 2° 08′ 25″ E / 41.606033°N,2.14029°E  |           |                                  | Modifica les dades a Wikidata |
|        | passeig Anselm Clavé  | Sentmenat | carrer                            |                         | 41° 36′ 33″ N, 2° 08′ 06″ E / 41.609236°N,2.134972°E |           | Passeig Anselm Clavé (Sentmenat) | Modifica les dades a Wikidata |

## casa
| imatge | Nom                                               | Ubicat a  | instància de                  | Detalls                                                                 | coordenades | Protecció                                  | Commons (més fotos)                               | Dades a WD                    |
| ------ | ------------------------------------------------- | --------- | ----------------------------- | ----------------------------------------------------------------------- | --- | ------------------------------------------ | ------------------------------------------------- | ----------------------------- |
|        | Ca la Gràcia                                      | Sentmenat | casa                          | Estil: arquitectura popular                                             | 41° 36′ 25″ N, 2° 08′ 05″ E / 41.606865°N,2.134792°E ca:Pg. Anselm Clavé, 85 - pge. Ca la Gràcia 206 msnm      | bé integrant del patrimoni cultural català | Ca la Gràcia                                      | Modifica les dades a Wikidata |
|        | Cal Garí                                          | Sentmenat | casa                          | Estil: noucentisme 20th century                                         | 41° 36′ 23″ N, 2° 08′ 09″ E / 41.606337°N,2.135922°E ca:C. de l'Església, 7 204 msnm                           | bé integrant del patrimoni cultural català | Cal Garí                                          | Modifica les dades a Wikidata |
|        | Casa Domènec Ramoneda                             | Sentmenat | casa                          | Estil: arquitectura modernista arquitectura eclèctica 1898              | 41° 36′ 38″ N, 2° 08′ 12″ E / 41.610664°N,2.136685°E ca:Carrer de Sant Antoni, 3 ca:C. Sant Antoni, 3 231 msnm | bé integrant del patrimoni cultural català | Casa Domènec Ramoneda                             | Modifica les dades a Wikidata |
|        | Casa Ramoneda                                     | Sentmenat | casa                          | Estil: arquitectura modernista 19th century                             | 41° 36′ 27″ N, 2° 08′ 11″ E / 41.607616°N,2.136416°E ca:C. Caldes, 46 208 msnm                                 | bé integrant del patrimoni cultural català | Casa Ramoneda                                     | Modifica les dades a Wikidata |
|        | Casa Vilardell                                    | Sentmenat | casa                          | Estil: arquitectura eclèctica 19th century                              | 41° 36′ 23″ N, 2° 08′ 07″ E / 41.606421°N,2.135208°E ca:Pl. de Dalt, 9 204 msnm                                | bé integrant del patrimoni cultural català | Casa Vilardell                                    | Modifica les dades a Wikidata |
|        | Caseriu de Serra Barona                           | Sentmenat | casa masia conjunt d'edificis | Estil: arquitectura popular                                             | 41° 36′ 17″ N, 2° 08′ 38″ E / 41.604612°N,2.143861°E ca:Serra Barona 229 msnm                                  | bé integrant del patrimoni cultural català | Caseriu de Serra Barona                           | Modifica les dades a Wikidata |
|        | Cases unifamiliars al passeig Anselm Clavé, 80-82 | Sentmenat | casa                          | Estil: arquitectura modernista 19th century                             | 41° 36′ 27″ N, 2° 08′ 06″ E / 41.607387°N,2.134915°E ca:Pg. Anselm Clavé, 80-82 207 msnm                       | bé integrant del patrimoni cultural català | Cases unifamiliars al passeig Anselm Clavé, 80-82 | Modifica les dades a Wikidata |
|        | Torre Costa                                       | Sentmenat | casa                          | Estil: arquitectura eclèctica 19th century                              | 41° 36′ 29″ N, 2° 08′ 06″ E / 41.608159°N,2.134902°E ca:Pg. Anselm Clavé, 56 209 msnm                          | bé integrant del patrimoni cultural català | Torre Costa                                       | Modifica les dades a Wikidata |
|        | cases de la carretera de Sentmentat               | Sentmenat | casa                          | Arquitecte: Antoni de Falguera i Sivilla Estil: arquitectura modernista | 41° 36′ 25″ N, 2° 08′ 07″ E / 41.607082°N,2.135146°E ca:Passeig d'Anselm Clavé, 73                             |                                            |                                                   | Modifica les dades a Wikidata |
|        | habitatge al passeig Anselm Clavé, 42             | Sentmenat | casa                          | Estil: arquitectura modernista noucentisme 20th century                 | 41° 36′ 32″ N, 2° 08′ 05″ E / 41.608889°N,2.134849°E ca:Pg. Anselm Clavé, 42 211 msnm                          | bé integrant del patrimoni cultural català | Torre Pujol (Sentmenat)                           | Modifica les dades a Wikidata |
|        | habitatge al passeig Anselm Clavé, 54             | Sentmenat | casa                          | Estil: arquitectura modernista 20th century                             | 41° 36′ 30″ N, 2° 08′ 06″ E / 41.608368°N,2.134905°E ca:Pg. Anselm Clavé, 54 211 msnm                          | bé integrant del patrimoni cultural català | Habitatge al passeig Anselm Clavé, 54             | Modifica les dades a Wikidata |
|        | habitatge al passeig Anselm Clavé, 73             | Sentmenat | casa                          | Estil: arquitectura eclèctica 20th century                              | 41° 36′ 26″ N, 2° 08′ 06″ E / 41.607278°N,2.135064°E ca:Pg. Anselm Clavé, 73 207 msnm                          | bé integrant del patrimoni cultural català | Habitatge al passeig Anselm Clavé, 73             | Modifica les dades a Wikidata |
|        | habitatge al passeig Anselm Clavé, 75             | Sentmenat | casa                          | Estil: arquitectura eclèctica 19th century                              | 41° 36′ 26″ N, 2° 08′ 06″ E / 41.607197°N,2.13506°E ca:Pg. Anselm Clavé, 75 206 msnm                           | bé integrant del patrimoni cultural català | Habitatge al passeig Anselm Clavé, 75             | Modifica les dades a Wikidata |
|        | habitatge al passeig Anselm Clavé, 77             | Sentmenat | casa                          | Estil: arquitectura eclèctica 20th century                              | 41° 36′ 26″ N, 2° 08′ 06″ E / 41.607127°N,2.13506°E ca:Pg. Anselm Clavé, 77 206 msnm                           | bé integrant del patrimoni cultural català | Habitatge al passeig Anselm Clavé, 77             | Modifica les dades a Wikidata |

## castell
| imatge | Nom                        | Ubicat a                       | instància de | Detalls                                  | coordenades                                                                                     | Protecció                                            | Commons (més fotos)        | Dades a WD                    |
| ------ | -------------------------- | ------------------------------ | ------------ | ---------------------------------------- | ----------------------------------------------------------------------------------------------- | ---------------------------------------------------- | -------------------------- | ----------------------------- |
|        | Castell de Guanta          | Sentmenat                      | castell      |                                          | 41° 38′ 13″ N, 2° 05′ 30″ E / 41.637074°N,2.091616°E                                            | bé d'interès cultural bé cultural d'interès nacional |                            | Modifica les dades a Wikidata |
|        | Castell de Puig de la Creu | Castellar del Vallès Sentmenat | castell      | Estil: arquitectura popular 16th century | 41° 37′ 46″ N, 2° 06′ 04″ E / 41.629458°N,2.101135°E 668 msnm                                   | bé d'interès cultural bé cultural d'interès nacional | Castell de Puig de la Creu | Modifica les dades a Wikidata |
|        | Castell de Sentmenat       | Sentmenat                      | castell      |                                          | 41° 37′ 01″ N, 2° 07′ 58″ E / 41.6169°N,2.13278°E ca:Final del Carrer de Climent Humet 243 msnm | bé cultural d'interès nacional bé d'interès cultural | Castell de Sentmenat       | Modifica les dades a Wikidata |

## curs d'aigua
| imatge | Nom                     | Ubicat a                                             | instància de | Detalls                                    | coordenades                                                                                               | Protecció | Commons (més fotos)     | Dades a WD                    |
| ------ | ----------------------- | ---------------------------------------------------- | ------------ | ------------------------------------------ | --- | --------- | ----------------------- | ----------------------------- |
|        | riera de Sentmenat      | Caldes de Montbui Sentmenat Palau-solità i Plegamans | curs d'aigua | Desemboca: riera de Caldes Llarg: 14.5km   | 41° 39′ 17″ N, 2° 06′ 18″ E / 41.654748°N,2.105036°E 41° 34′ 45″ N, 2° 10′ 28″ E / 41.579116°N,2.174332°E |           | Riera de Sentmenat      | Modifica les dades a Wikidata |
|        | torrent d'en Baell      | Sentmenat Palau-solità i Plegamans                   | curs d'aigua | Desemboca: riera de Caldes Llarg: 6.7km    | 41° 38′ 14″ N, 2° 07′ 58″ E / 41.637123°N,2.132681°E 41° 34′ 52″ N, 2° 10′ 25″ E / 41.581188°N,2.173486°E |           |                         | Modifica les dades a Wikidata |
|        | torrent de Can Montllor | Castellar del Vallès Sentmenat                       | curs d'aigua | Desemboca: riera de Sentmenat Llarg: 6.5km | 41° 39′ 27″ N, 2° 05′ 50″ E / 41.65751°N,2.097239°E 41° 37′ 23″ N, 2° 07′ 24″ E / 41.62318°N,2.123395°E   |           | Torrent de Can Montllor | Modifica les dades a Wikidata |
|        | torrent de Cosidor      | Castellar del Vallès Sentmenat                       | curs d'aigua | Desemboca: riera de Sentmenat Llarg: 4.3km | 41° 37′ 39″ N, 2° 06′ 07″ E / 41.627603°N,2.101948°E 41° 36′ 25″ N, 2° 08′ 04″ E / 41.606922°N,2.134517°E |           |                         | Modifica les dades a Wikidata |

## edifici
| imatge | Nom                        | Ubicat a  | instància de | Detalls                                     | coordenades                                                                           | Protecció                   | Commons (més fotos)      | Dades a WD                    |
| ------ | -------------------------- | --------- | ------------ | ------------------------------------------- | ------------------------------------------------------------------------------------- | --------------------------- | ------------------------ | ----------------------------- |
|        | Societat Coral La Glòria   | Sentmenat | edifici      | Estil: arquitectura modernista 20th century | 41° 36′ 31″ N, 2° 08′ 06″ E / 41.608616°N,2.134898°E ca:Pg. Anselm Clavé, 46 212 msnm | bé cultural d'interès local | Societat Coral La Glòria | Modifica les dades a Wikidata |
|        | Torre de Can Clapers Jussà | Sentmenat | edifici      | Estil: arquitectura modernista              | 41° 35′ 18″ N, 2° 09′ 09″ E / 41.5882°N,2.152502°E ca:Camí de Can Clapers             |                             |                          | Modifica les dades a Wikidata |

## entitat singular de població
| imatge | Nom                          | Ubicat a  | instància de                                                                   | Detalls  | coordenades                                                                | Protecció | Commons (més fotos) | Dades a WD                    |
| ------ | ---------------------------- | --------- | ------------------------------------------------------------------------------ | -------- | -------------------------------------------------------------------------- | --------- | ------------------- | ----------------------------- |
|        | Can Canyameres i Pedra Santa | Sentmenat | entitat singular de població                                                   | 1598 hab | 41° 34′ 57″ N, 2° 07′ 17″ E / 41.58249728°N,2.12131312°E 240 msnm          |           |                     | Modifica les dades a Wikidata |
|        | Can Costa i Can Fargues      | Sentmenat | entitat singular de població                                                   | 68 hab   | 41° 35′ 11″ N, 2° 08′ 57″ E / 41.58652519°N,2.14909241°E 190 msnm          |           |                     | Modifica les dades a Wikidata |
|        | Can Vinyals                  | Sentmenat | entitat singular de població                                                   | 394 hab  | 41° 37′ 10″ N, 2° 06′ 38″ E / 41.619371876258°N,2.1106373112421°E 279 msnm |           |                     | Modifica les dades a Wikidata |
|        | Sentmenat                    | Sentmenat | entitat singular de població capital municipal ens local històric de Catalunya | 7463 hab | 41° 36′ 31″ N, 2° 08′ 07″ E / 41.60862°N,2.13532°E 204 msnm                |           |                     | Modifica les dades a Wikidata |

## església
| imatge | Nom                             | Ubicat a                       | instància de | Detalls                                  | coordenades                                                                        | Protecció                                  | Commons (més fotos)                 | Dades a WD                    |
| ------ | ------------------------------- | ------------------------------ | ------------ | ---------------------------------------- | ---------------------------------------------------------------------------------- | ------------------------------------------ | ----------------------------------- | ----------------------------- |
|        | Sant Menna                      | Sentmenat                      | església     | Estil: arquitectura popular 18th century | 41° 36′ 22″ N, 2° 08′ 11″ E / 41.606128°N,2.136404°E ca:Pl. de Sant Menna 203 msnm | bé integrant del patrimoni cultural català | Sant Menna de Sentmenat             | Modifica les dades a Wikidata |
|        | Sant Miquel de l'Arn            | Sentmenat                      | església     | Estil: arquitectura popular              | 41° 37′ 51″ N, 2° 08′ 53″ E / 41.63089°N,2.14806°E                                 | bé integrant del patrimoni cultural català |                                     | Modifica les dades a Wikidata |
|        | Santa Maria del Puig de la Creu | Castellar del Vallès Sentmenat | església     | Estil: arquitectura romànica             | 41° 37′ 46″ N, 2° 06′ 04″ E / 41.62942°N,2.10101°E 664 msnm                        | bé cultural d'interès local                | Santa Maria del Puig de la Creu     | Modifica les dades a Wikidata |
|        | capella de Sant Fruitós         | Sentmenat                      | església     | Estil: arquitectura romànica             | 41° 37′ 20″ N, 2° 07′ 48″ E / 41.622122222222°N,2.1301027777778°E 257 msnm         | bé cultural d'interès local                | Chapel of Sant Fruitós de Sentmenat | Modifica les dades a Wikidata |

## masia
| imatge | Nom                              | Ubicat a                           | instància de | Detalls                                         | coordenades | Protecció                                  | Commons (més fotos)                      | Dades a WD                    |
| ------ | -------------------------------- | ---------------------------------- | ------------ | ----------------------------------------------- | --- | ------------------------------------------ | ---------------------------------------- | ----------------------------- |
|        | Ca l'Ànec                        | Sentmenat                          | masia        |                                                 | 41° 36′ 18″ N, 2° 09′ 15″ E / 41.6049108947661°N,2.15404486480553°E ca:Camí de can Gibert                                                                       |                                            |                                          | Modifica les dades a Wikidata |
|        | Ca n'Oriac                       | Sentmenat                          | masia        |                                                 | 41° 35′ 24″ N, 2° 08′ 19″ E / 41.589861736741°N,2.1386372115088°E                                                                                               |                                            |                                          | Modifica les dades a Wikidata |
|        | Cal Fujardo                      | Sentmenat                          | masia        |                                                 | 41° 36′ 39″ N, 2° 08′ 54″ E / 41.6109485880758°N,2.14833716864267°E                                                                                             |                                            |                                          | Modifica les dades a Wikidata |
|        | Can Baió                         | Sentmenat                          | masia        |                                                 | 41° 37′ 04″ N, 2° 07′ 38″ E / 41.6178510539754°N,2.12712105630782°E                                                                                             |                                            |                                          | Modifica les dades a Wikidata |
|        | Can Bigues                       | Sentmenat                          | masia        |                                                 | 41° 35′ 46″ N, 2° 08′ 43″ E / 41.5960366989403°N,2.14523352277136°E ca:S'accedeix per un camí des de la Carretera de Polinyà a Sentmenat (B-142), km 8,0        |                                            |                                          | Modifica les dades a Wikidata |
|        | Can Bissoli                      | Sentmenat                          | masia        | Estil: arquitectura popular                     | | bé integrant del patrimoni cultural català |                                          | Modifica les dades a Wikidata |
|        | Can Borràs                       | Sentmenat                          | masia        |                                                 | 41° 36′ 09″ N, 2° 09′ 15″ E / 41.6023629043062°N,2.15418614766554°E                                                                                             |                                            |                                          | Modifica les dades a Wikidata |
|        | Can Canyameres                   | Sentmenat                          | masia        |                                                 | 41° 34′ 54″ N, 2° 07′ 18″ E / 41.581544°N,2.12176°E ca:Carrer d'Enric Morera, 2, Urbanització Can Canyameres                                                    | bé cultural d'interès local                |                                          | Modifica les dades a Wikidata |
|        | Can Capella                      | Sentmenat                          | masia        |                                                 | 41° 36′ 00″ N, 2° 09′ 23″ E / 41.599902017934°N,2.1565030642179°E ca:Situada al mig del camp, al lateral d'un camí que va del de can Gibert al de Palau         |                                            |                                          | Modifica les dades a Wikidata |
|        | Can Castellet de la Riba         | Sentmenat                          | masia        |                                                 | 41° 36′ 24″ N, 2° 07′ 54″ E / 41.6066618235748°N,2.13156823161951°E ca:A cent metres de la carretera, 300 m després de travessar el pont en direcció a Sabadell |                                            |                                          | Modifica les dades a Wikidata |
|        | Can Cladellas                    | Sentmenat                          | masia        |                                                 | 41° 34′ 42″ N, 2° 08′ 24″ E / 41.5782356262207°N,2.140113115310669°E ca:S'hi accedeix des de la Urbanització Pedrasanta, seguint el carrer de Pau Vila          |                                            |                                          | Modifica les dades a Wikidata |
|        | Can Cladelles                    | Palau-solità i Plegamans Sentmenat | masia        | Estil: arquitectura popular                     | 41° 34′ 56″ N, 2° 10′ 10″ E / 41.582111111111°N,2.1695833333333°E ca:Camí de Santa Magdalena, 8 126 msnm                                                        | bé cultural d'interès local                | Can Cladelles (Palau-solità i Plegamans) | Modifica les dades a Wikidata |
|        | Can Costa                        | Sentmenat                          | masia        | 16th century                                    | 41° 35′ 11″ N, 2° 08′ 56″ E / 41.586439°N,2.149025°E ca:S'hi accedeix per un camí des de la carretera de Polinyà a Sentmenat (B-142), km 6,5 191 msnm           | bé integrant del patrimoni cultural català |                                          | Modifica les dades a Wikidata |
|        | Can Costet                       | Sentmenat                          | masia        |                                                 | 41° 35′ 40″ N, 2° 08′ 15″ E / 41.594355841771°N,2.1373776062581°E                                                                                               |                                            |                                          | Modifica les dades a Wikidata |
|        | Can Franc                        | Sentmenat                          | masia        |                                                 | 41° 36′ 11″ N, 2° 09′ 09″ E / 41.6029264053725°N,2.15242675173835°E                                                                                             |                                            |                                          | Modifica les dades a Wikidata |
|        | Can Fruitós                      | Sentmenat                          | masia        | Estil: arquitectura popular                     | 41° 37′ 19″ N, 2° 07′ 48″ E / 41.621897°N,2.130102°E ca:Camí del Castell 255 msnm                                                                               | bé integrant del patrimoni cultural català | Can Fruitós                              | Modifica les dades a Wikidata |
|        | Can Gibert                       | Sentmenat                          | masia        |                                                 | 41° 35′ 55″ N, 2° 09′ 47″ E / 41.5987341577214°N,2.16295715262886°E ca:Carrer de Can Tarragona (Palau-solità), accés des del camí de Sentmenat a Palau          |                                            |                                          | Modifica les dades a Wikidata |
|        | Can Mas                          | Sentmenat                          | masia        |                                                 | 41° 35′ 56″ N, 2° 07′ 57″ E / 41.59882282281°N,2.1325183719343°E                                                                                                |                                            |                                          | Modifica les dades a Wikidata |
|        | Can Montllor de Baix             | Sentmenat                          | masia        |                                                 | 41° 34′ 45″ N, 2° 08′ 11″ E / 41.579036284509°N,2.1363819432006°E ca:Accés des de la Carretera de Sabadell (C-1413) km xxx                                      |                                            |                                          | Modifica les dades a Wikidata |
|        | Can Montllor de la Muntanya      | Sentmenat                          | masia        | Estil: arquitectura popular                     | 41° 37′ 51″ N, 2° 06′ 39″ E / 41.630957°N,2.110771°E ca:Ctra. Malgau - Coll dels Rosinyols 332 msnm                                                             | bé integrant del patrimoni cultural català | Can Montllor de Dalt                     | Modifica les dades a Wikidata |
|        | Can Padró Solanet                | Sentmenat                          | masia        | Estil: arquitectura popular                     | 41° 37′ 30″ N, 2° 06′ 23″ E / 41.624975°N,2.106381°E ca:Ctra. C-1415                                                                                            | bé cultural d'interès local                | Can Padró (Sentmenat)                    | Modifica les dades a Wikidata |
|        | Can Patxau                       | Sentmenat                          | masia        |                                                 | 41° 36′ 42″ N, 2° 09′ 14″ E / 41.611592467589°N,2.1539504287794°E                                                                                               |                                            |                                          | Modifica les dades a Wikidata |
|        | Can Puigxoriguer                 | Sentmenat                          | masia        |                                                 | 41° 35′ 28″ N, 2° 07′ 05″ E / 41.5911745689891°N,2.11803806067483°E                                                                                             |                                            |                                          | Modifica les dades a Wikidata |
|        | Can Ramoneda                     | Sentmenat                          | masia        |                                                 | 41° 36′ 54″ N, 2° 07′ 17″ E / 41.614951880696°N,2.1215001535647°E                                                                                               |                                            |                                          | Modifica les dades a Wikidata |
|        | Can Riera                        | Sentmenat                          | masia        |                                                 | 41° 34′ 41″ N, 2° 07′ 32″ E / 41.578054068601°N,2.1255990599789°E                                                                                               |                                            |                                          | Modifica les dades a Wikidata |
|        | Can Roure                        | Sentmenat                          | masia        | Estil: arquitectura gòtica arquitectura popular | 41° 35′ 58″ N, 2° 08′ 22″ E / 41.599527°N,2.139321°E ca:Ctra. de Polinyà 185 msnm                                                                               | bé integrant del patrimoni cultural català | Can Roure (Sentmenat)                    | Modifica les dades a Wikidata |
|        | Can Senosa                       | Sentmenat                          | masia        | Estil: arquitectura popular                     | 41° 38′ 06″ N, 2° 07′ 17″ E / 41.634906°N,2.121444°E ca:Vall Senosa                                                                                             | bé cultural d'interès local                |                                          | Modifica les dades a Wikidata |
|        | Can Turull                       | Sentmenat                          | masia        | Estil: arquitectura popular                     | 41° 37′ 10″ N, 2° 09′ 13″ E / 41.6195°N,2.153731°E ca:Carretera de Sentmenat a Caldes de Montbui                                                                | bé integrant del patrimoni cultural català |                                          | Modifica les dades a Wikidata |
|        | Can Vilar                        | Sentmenat                          | masia        |                                                 | 41° 36′ 06″ N, 2° 08′ 10″ E / 41.601551782897°N,2.1360817840406°E                                                                                               |                                            |                                          | Modifica les dades a Wikidata |
|        | Can Vinyals                      | Sentmenat                          | masia        |                                                 | 41° 37′ 18″ N, 2° 06′ 56″ E / 41.621699°N,2.115567°E ca:Carretera de Sentmenat a Castellar del Vallès 286 msnm                                                  |                                            |                                          | Modifica les dades a Wikidata |
|        | Casalot de l'Agell               | Sentmenat                          | masia        |                                                 | 41° 39′ 21″ N, 2° 06′ 20″ E / 41.6559391955861°N,2.10564937103951°E                                                                                             |                                            |                                          | Modifica les dades a Wikidata |
|        | Castellet de Dalt                | Sentmenat                          | masia        |                                                 | 41° 39′ 04″ N, 2° 06′ 15″ E / 41.65122°N,2.104266°E 635 msnm |                                            | Castellet de Dalt                        | Modifica les dades a Wikidata |
|        | Corró                            | Sentmenat                          | masia        |                                                 | 41° 37′ 46″ N, 2° 08′ 47″ E / 41.6295256814872°N,2.14649600731335°E                                                                                             |                                            |                                          | Modifica les dades a Wikidata |
|        | Guanta                           | Sentmenat                          | masia        |                                                 | 41° 38′ 24″ N, 2° 06′ 52″ E / 41.6401270249454°N,2.11434508320424°E                                                                                             |                                            |                                          | Modifica les dades a Wikidata |
|        | Mas Guàrdia                      | Sentmenat                          | masia        |                                                 | 41° 36′ 57″ N, 2° 09′ 16″ E / 41.6157585382308°N,2.1544552471914°E                                                                                              |                                            |                                          | Modifica les dades a Wikidata |
|        | Mas Milà del Pi                  | Sentmenat                          | masia        |                                                 | 41° 36′ 19″ N, 2° 09′ 13″ E / 41.6051788759925°N,2.15374134746599°E                                                                                             |                                            |                                          | Modifica les dades a Wikidata |
|        | Mas d'en Cisa                    | Sentmenat                          | masia        |                                                 | 41° 37′ 22″ N, 2° 08′ 33″ E / 41.6227400833047°N,2.14243214167981°E                                                                                             |                                            |                                          | Modifica les dades a Wikidata |
|        | Restes del Mas de Ca n'Oriac     | Sentmenat                          | masia        | Estil: arquitectura popular                     | | bé integrant del patrimoni cultural català |                                          | Modifica les dades a Wikidata |
|        | Tina i mas del Castellet de Dalt | Sentmenat                          | masia        | Estil: arquitectura popular                     | | bé integrant del patrimoni cultural català |                                          | Modifica les dades a Wikidata |
|        | la Torre de les Festes           | Sentmenat                          | masia        |                                                 | 41° 37′ 23″ N, 2° 07′ 37″ E / 41.6230827547077°N,2.12693045937476°E                                                                                             |                                            |                                          | Modifica les dades a Wikidata |

## muntanya
| imatge | Nom                     | Ubicat a                       | instància de | Detalls | coordenades                                                            | Protecció | Commons (més fotos)                    | Dades a WD                    |
| ------ | ----------------------- | ------------------------------ | ------------ | ------- | ---------------------------------------------------------------------- | --------- | -------------------------------------- | ----------------------------- |
|        | Muntanya de Can Fruitós | Sentmenat                      | muntanya     |         | 41° 37′ 55″ N, 2° 07′ 58″ E / 41.631831°N,2.132745°E 463.3 msnm        |           | Muntanya de Can Fruitós                | Modifica les dades a Wikidata |
|        | Puig Rodó               | Sentmenat                      | muntanya     |         | 41° 38′ 33″ N, 2° 06′ 20″ E / 41.642585°N,2.105449°E 617 msnm          |           | Puig Rodó (Sentmenat)                  | Modifica les dades a Wikidata |
|        | Puig de la Creu         | Castellar del Vallès Sentmenat | muntanya     |         | 41° 37′ 45″ N, 2° 06′ 04″ E / 41.6292076749°N,2.10122891326°E 668 msnm |           | Puig de la Creu (Castellar del Vallès) | Modifica les dades a Wikidata |
|        | Roca del Corb           | Sentmenat                      | muntanya     |         | 41° 38′ 13″ N, 2° 06′ 41″ E / 41.63702778°N,2.11130556°E 537 msnm      |           |                                        | Modifica les dades a Wikidata |
|        | Roques de la Jofresa    | Sentmenat                      | muntanya     |         | 41° 39′ 18″ N, 2° 05′ 44″ E / 41.65511111°N,2.09555556°E 616.6 msnm    |           |                                        | Modifica les dades a Wikidata |
|        | Turó de la Torre Roja   | Sentmenat Caldes de Montbui    | muntanya     |         | 41° 38′ 02″ N, 2° 08′ 28″ E / 41.63375°N,2.14108333°E 400.6 msnm       |           |                                        | Modifica les dades a Wikidata |
|        | Turó dels Tres Pins     | Sentmenat                      | muntanya     |         | 41° 39′ 12″ N, 2° 06′ 23″ E / 41.65333333°N,2.10636111°E 649.2 msnm    |           |                                        | Modifica les dades a Wikidata |
|        | el Calvari              | Sentmenat                      | muntanya     |         | 41° 37′ 48″ N, 2° 07′ 30″ E / 41.62994444°N,2.12511111°E 370.1 msnm    |           |                                        | Modifica les dades a Wikidata |

## nucli de població
| imatge | Nom            | Ubicat a  | instància de      | Detalls | coordenades                                                         | Protecció | Commons (més fotos) | Dades a WD                    |
| ------ | -------------- | --------- | ----------------- | ------- | ------------------------------------------------------------------- | --------- | ------------------- | ----------------------------- |
|        | Can Canyameres | Sentmenat | nucli de població |         | 41° 34′ 52″ N, 2° 07′ 28″ E / 41.58112°N,2.12433°E                  |           |                     | Modifica les dades a Wikidata |
|        | Can Fargues    | Sentmenat | nucli de població |         | 41° 34′ 51″ N, 2° 09′ 00″ E / 41.5807951639761°N,2.14990911645292°E |           |                     | Modifica les dades a Wikidata |
|        | Pedra Santa    | Sentmenat | nucli de població |         | 41° 34′ 46″ N, 2° 07′ 55″ E / 41.579505°N,2.132058°E 250 msnm       |           | Pedra Santa         | Modifica les dades a Wikidata |

## polígon industrial
| imatge | Nom                               | Ubicat a  | instància de       | Detalls | coordenades                                                         | Protecció | Commons (més fotos) | Dades a WD                    |
| ------ | --------------------------------- | --------- | ------------------ | ------- | ------------------------------------------------------------------- | --------- | ------------------- | ----------------------------- |
|        | Polígon industrial Can Roure      | Sentmenat | polígon industrial |         | 41° 35′ 50″ N, 2° 08′ 31″ E / 41.5972995711142°N,2.14185708131226°E |           |                     | Modifica les dades a Wikidata |
|        | Polígon industrial Mas d'en Cisa  | Sentmenat | polígon industrial |         | 41° 37′ 02″ N, 2° 08′ 19″ E / 41.6171714439224°N,2.13852095888771°E |           |                     | Modifica les dades a Wikidata |
|        | Polígon industrial de Can Clapers | Sentmenat | polígon industrial |         | 41° 36′ 42″ N, 2° 08′ 37″ E / 41.6117428421934°N,2.14370599573496°E |           |                     | Modifica les dades a Wikidata |

## serra
| imatge | Nom                         | Ubicat a                    | instància de | Detalls | coordenades                                                         | Protecció | Commons (més fotos)         | Dades a WD                    |
| ------ | --------------------------- | --------------------------- | ------------ | ------- | ------------------------------------------------------------------- | --------- | --------------------------- | ----------------------------- |
|        | Serra Cavallera (Sentmenat) | Sentmenat                   | serra        |         | 41° 37′ 47″ N, 2° 07′ 00″ E / 41.62966667°N,2.11672222°E 435.3 msnm |           | Serra Cavallera (Sentmenat) | Modifica les dades a Wikidata |
|        | serra Llisa                 | Caldes de Montbui Sentmenat | serra        |         | 41° 38′ 57″ N, 2° 07′ 15″ E / 41.64927778°N,2.12097222°E 815.9 msnm |           |                             | Modifica les dades a Wikidata |

## Misc
| imatge | Nom                                   | Ubicat a                    | instància de               | Detalls                                                                      | coordenades | Protecció                                            | Commons (més fotos)               | Dades a WD                    |
| ------ | ------------------------------------- | --------------------------- | -------------------------- | ---------------------------------------------------------------------------- | --- | ---------------------------------------------------- | --------------------------------- | ----------------------------- |
|        | Ajuntament de Sentmenat               | Sentmenat                   | casa consistorial          | Estil: arquitectura popular                                                  | 41° 36′ 31″ N, 2° 08′ 09″ E / 41.60862°N,2.1357°E | bé integrant del patrimoni cultural català           | Casa de la Vila de Sentmenat      | Modifica les dades a Wikidata |
|        | Cementiri Nou                         | Sentmenat                   | cementiri                  | Arquitecte: Antoni de Falguera i Sivilla Estil: arquitectura modernista 1905 | 41° 36′ 59″ N, 2° 08′ 31″ E / 41.61637°N,2.14198°E ca:Carretera de Caldes C-1515a, km 33                                                                  | bé cultural d'interès local                          | Cementiri Nou (Sentmenat)         | Modifica les dades a Wikidata |
|        | Granja del Boter                      | Sentmenat                   | granja                     |                                                                              | 41° 36′ 11″ N, 2° 08′ 30″ E / 41.6030708979625°N,2.14155260994146°E                                                                                       |                                                      |                                   | Modifica les dades a Wikidata |
|        | Pou-aljub Can Ramoneda                | Sentmenat                   | pou aljub                  | Estil: arquitectura popular                                                  | | bé integrant del patrimoni cultural català           |                                   | Modifica les dades a Wikidata |
|        | Presa i mina del pantà de Can Vinyals | Sentmenat                   | presa d'aigua mina d'aigua | Estil: arquitectura popular                                                  | 41° 37′ 33″ N, 2° 06′ 49″ E / 41.625721°N,2.113641°E | bé integrant del patrimoni cultural català           |                                   | Modifica les dades a Wikidata |
|        | Sant Jaume del Castell                | Sentmenat                   | capella església           | Estil: arquitectura popular                                                  | 41° 37′ 00″ N, 2° 07′ 59″ E / 41.616619°N,2.133148°E | bé cultural d'interès local                          |                                   | Modifica les dades a Wikidata |
|        | campanar de Sant Menna                | Sentmenat                   | campanar                   | Estil: arquitectura romànica 12nd century                                    | 41° 36′ 21″ N, 2° 08′ 11″ E / 41.605801°N,2.136452°E ca:Pg. de l'Església 202 msnm                                                                        | bé cultural d'interès local                          | Campanar de Sant Menna            | Modifica les dades a Wikidata |
|        | dolmen de Serra Cavallera             | Sentmenat                   | dolmen                     |                                                                              | 41° 37′ 44″ N, 2° 06′ 50″ E / 41.6289903176357°N,2.11383725423841°E                                                                                       |                                                      | Dolmen de Serra Cavallera         | Modifica les dades a Wikidata |
|        | la Torre Roja                         | Caldes de Montbui Sentmenat | torre de sentinella        | Estil: arquitectura romànica                                                 | 41° 37′ 59″ N, 2° 08′ 37″ E / 41.6331°N,2.1435°E ca:Carretera de Caldes a Sentmenat. Cim del turó de la Torre Roja, al costat del poblat ibèric. 375 msnm | bé d'interès cultural bé cultural d'interès nacional | La Torre Roja (Caldes de Montbui) | Modifica les dades a Wikidata |